# エトガル・ケレット
エトガル・ケレット（Etgar Keret, ヘブライ語: אתגר קרת, 1967年8月20日 - ）は、イスラエルの作家。小説以外にも、絵本やグラフィックノベルの原作のほか、映画やテレビの脚本を執筆し、また映像作家としても知られる。

## 経歴
1967年テルアビブに生まれる。19歳の時に親友が自殺し、それをきっかけに執筆を始めた。義務兵役中に小説を書き始め、1992年に初の短編集『パイプライン』（ヘブライ語タイトル："צנורות"、邦訳未刊、一部の作品は邦訳あり）を上梓する。同作はそれほど注目されなかったが、1994年に発表した2作目となる 『キッシンジャーが恋しくて』（ヘブライ語タイトル："געגועי לקיסינג'ר"、邦訳未刊、一部の作品は邦訳あり）にて脚光をあび、アメリカでも人気を集める。以降、積極的に著作を続ける。
グラフィックノベルの原作もいくつか手掛け、2004年にはルートゥー・モエダンと児童用の絵本『パパがサーカスと行っちゃった』を共著した。
映画やテレビの分野でも脚本家として活躍し、2006年には絵本作家、映像作家で妻でもあるシーラ・ゲフェンと共同で『ジェリーフィッシュ』を監督している（第60回カンヌ映画祭、カメラドールを受賞）。
両親はポーランドとロシア出身の、ともにホロコーストの体験者であり、本人はホロコースト第2世代である。

## 日本語訳された著作

### 小説
- 『突然ノックの音が』母袋夏生訳、新潮社、新潮クレスト・ブックス、2015年
- 『あの素晴らしき七年』秋元孝文訳、新潮社、新潮クレスト・ブックス、2016年
- 『クネレルのサマーキャンプ』母袋夏生訳、河出書房新社、2018年
- 『銀河の果ての落とし穴』広岡杏子訳、河出書房新社、2019年
- 「たったの一九・九九シェケル（税、送料込）で」細田和江訳、秋草俊一郎他編『世界文学アンソロジー』、三省堂、2019年収録

### 絵本
- 『パパがサーカスと行っちゃった』（エットガール・キャロット表記、ルートゥー・モエダンと共著）久山太市訳、評論社、2005年

### グラフィックノベル
- 『ピッツェリア・カミカゼ』アサフ・ハヌカ(イラスト)　母袋夏生訳、河出書房新社、2019年

## 映画
- 『ジェリーフィッシュ』2007年